# Familia Echave
La familia Echave es una familia mexicana de origen vasco que incluye tres generaciones de pintores de los siglos XVI y XVII.

## Historia
Los ambiciosos programas artísticos llevados a cabo en Nueva España durante el siglo XVI iniciaron una demanda de artistas que sirvió a muchos españoles que cruzaron el Atlántico para salir de un anonimato o de una posición de artista de segundo orden de haberse quedado en España. A otros, en cambio, esta circunstancia les permitió disponer de unos medios para realizar su obra de los que, en muchos casos, no habrían dispuesto en la Península. Todo ello explica el «retraso» estilístico de algunas realizaciones y lo grandioso y renovador de otras.
El caso de la familia Echave, que jugó un papel decisivo en la pintura mexicana del siglo XVII, es un ejemplo claro de cómo unos artistas que habrían sido meros epígonos en España, se convirtieron en orientadores y figuras de primer orden en México. Lo mismo que ocurría en la Edad Media el oficio se transmitió por tradición familiar. Y, así, vemos cómo los sucesivos miembros de dicha familia no dejaron de ocupar, durante varias generaciones, un papel relevante en la pintura hispanoamericana del siglo XVII.
El primer miembro de la familia fue Baltasar de Echave Orio, artista vasco nacido a mediados del siglo XVI que marcha a México en 1573. En su formación artística se advierte un cierto arcaísmo, como es propio de los pintores mexicanos de entonces, lo cual no ha de atribuirse a una formación provinciana de nuestro artista en la Península, sino a que, probablemente, su aprendizaje lo realizó en México con Francisco de Gamboa e Ibía, pintor allí establecido, con cuya hija casó.
La formación de Baltasar de Echave Orio se produce en la estética del último Renacimiento -su obra pertenece fundamentalmente al siglo XVII-; por ello, es fácil de explicar la influencia del manierismo florentino a la que se suma, concretamente en la factura suelta y libre de algunas de sus obras, la veneciana. Junto a estos elementos, que ya resultaban tradicionales para las fechas que cierran su actividad, si la comparamos con lo que se estaba realizando entonces en España, hay que advertir la presencia de algunos rasgos que nos hablan de cómo nuestro artista se siente atraído por formas propias de las nuevas orientaciones de la pintura del siglo XVII. Así, los rompimientos de gloria de algunas de sus composiciones denotan cómo se siente atraído por la nueva estética. En la Academia de Bellas Artes de México se conservan algunas obras suyas, como el Martirio de San Aproniano (1612), en las que esto se destaca con toda evidencia.
La actividad de Baltasar de Echave Orio fue importante dentro del marco de la pintura mexicana de su tiempo. Ejecutó importantes obras para iglesias y conventos. Entre éstas hay que mencionar el retablo, de 1609, de Santiago de Tlatelolco, entre cuyas pinturas, por su novedad iconográfica, merece citarse La Visitación. Baltasar de Echave Orio supone en la pintura mexicana de en torno a 1600 la pervivencia de las soluciones manieristas alteradas por la presencia de algunos rasgos que denotan el conocimiento y la incorporación a las fórmulas seiscentistas.

Baltasar de Echave Orio
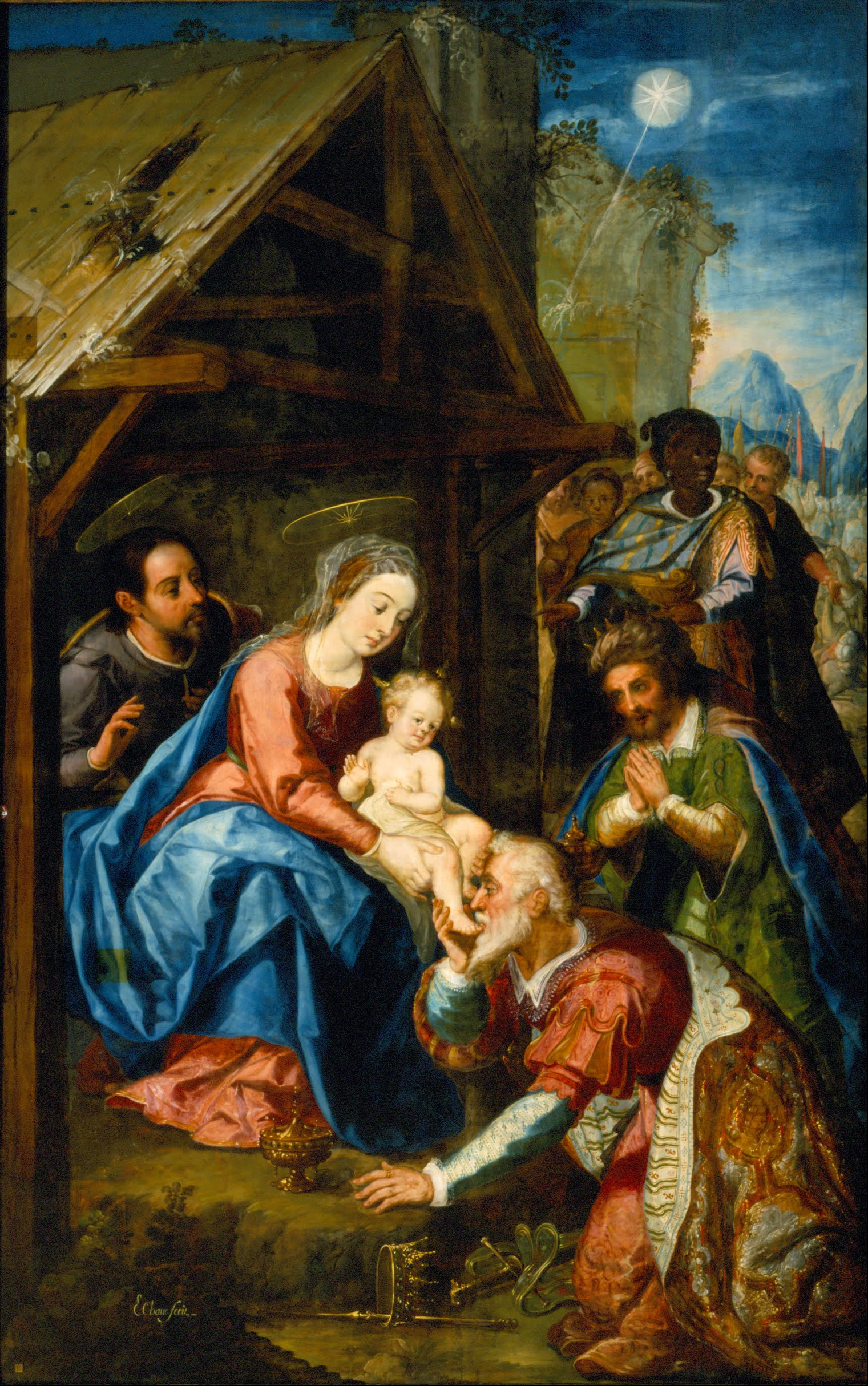
La adoración de los reyes
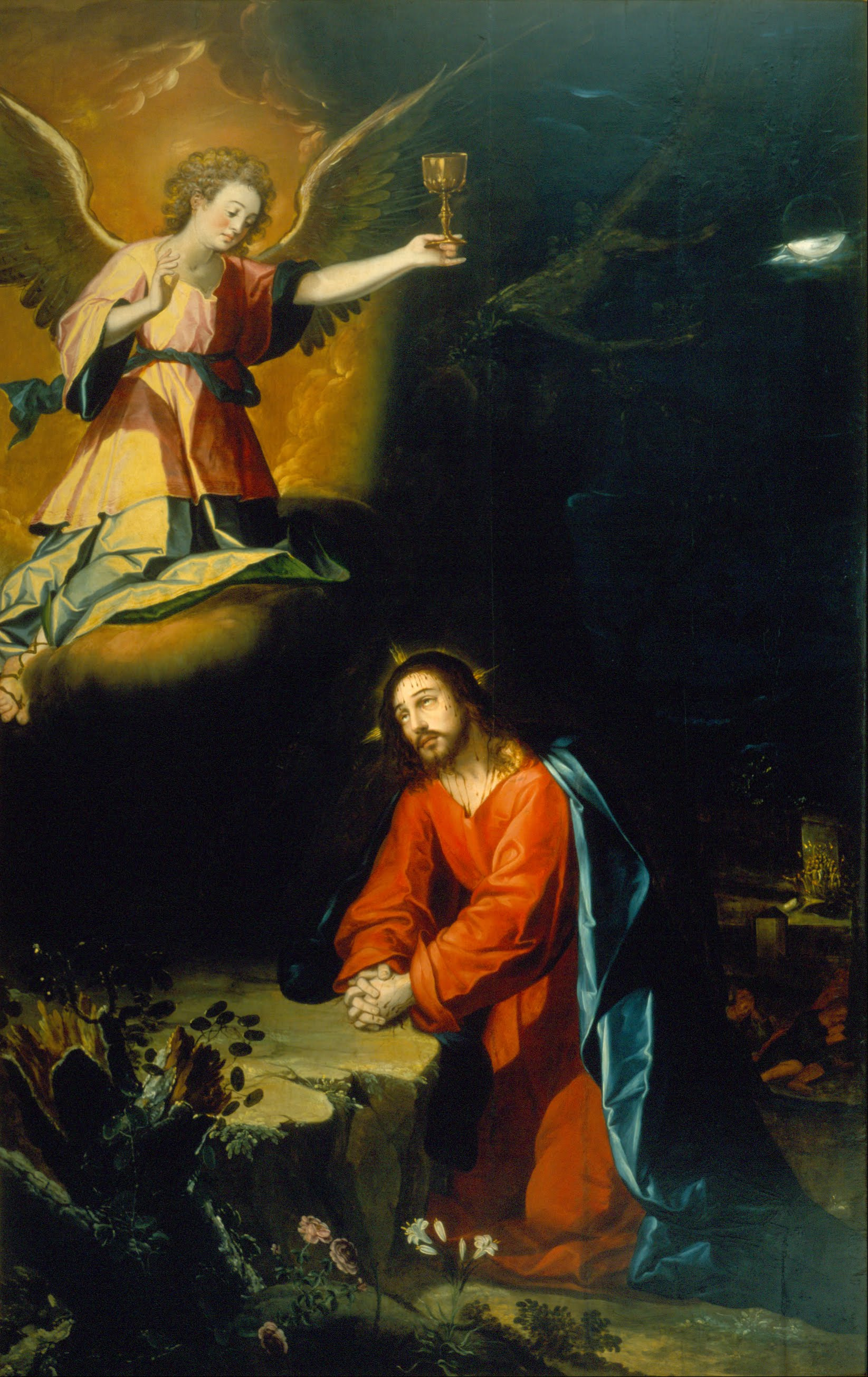
La oración en el huerto
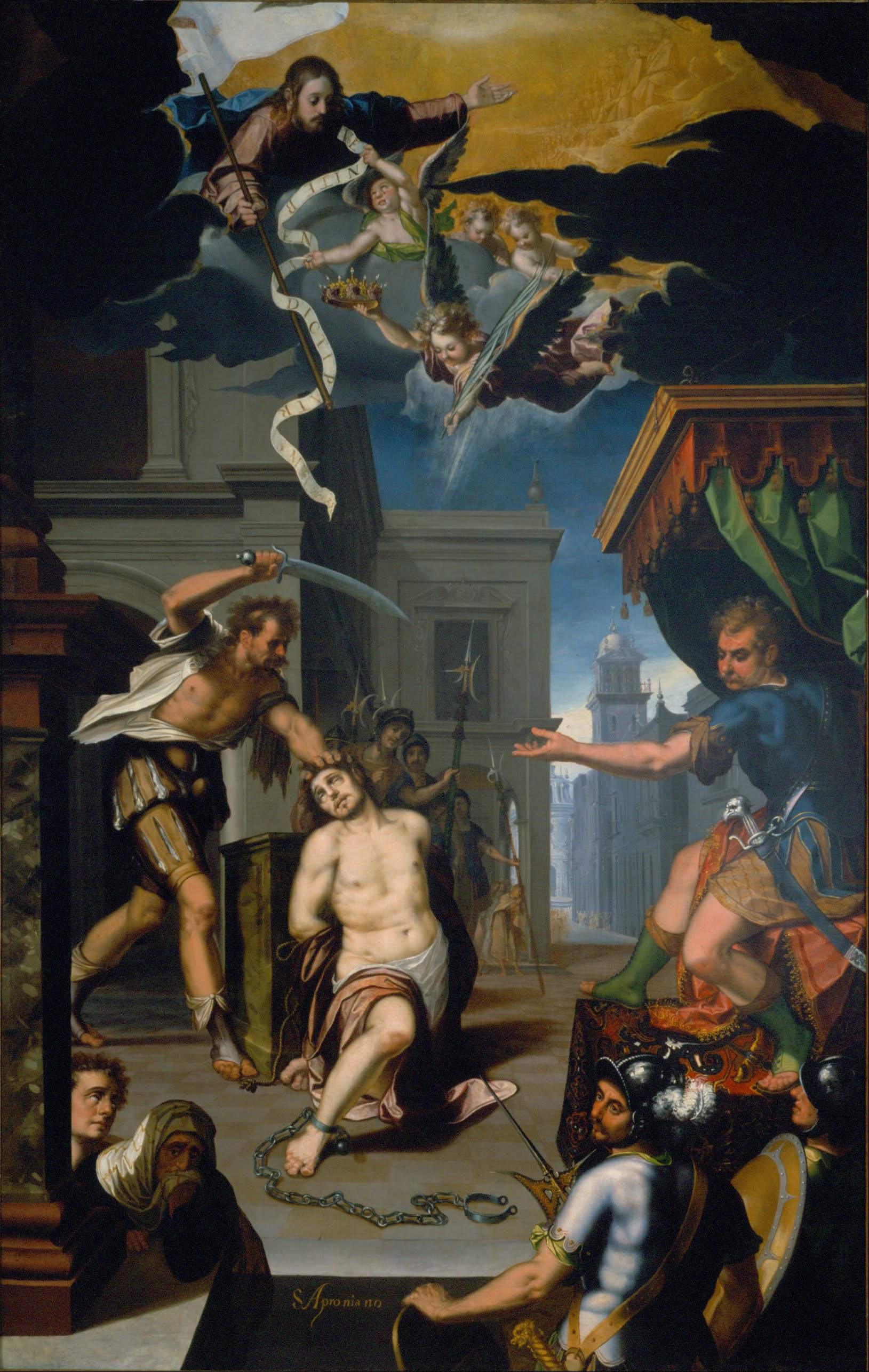
El martirio de san Aproniano
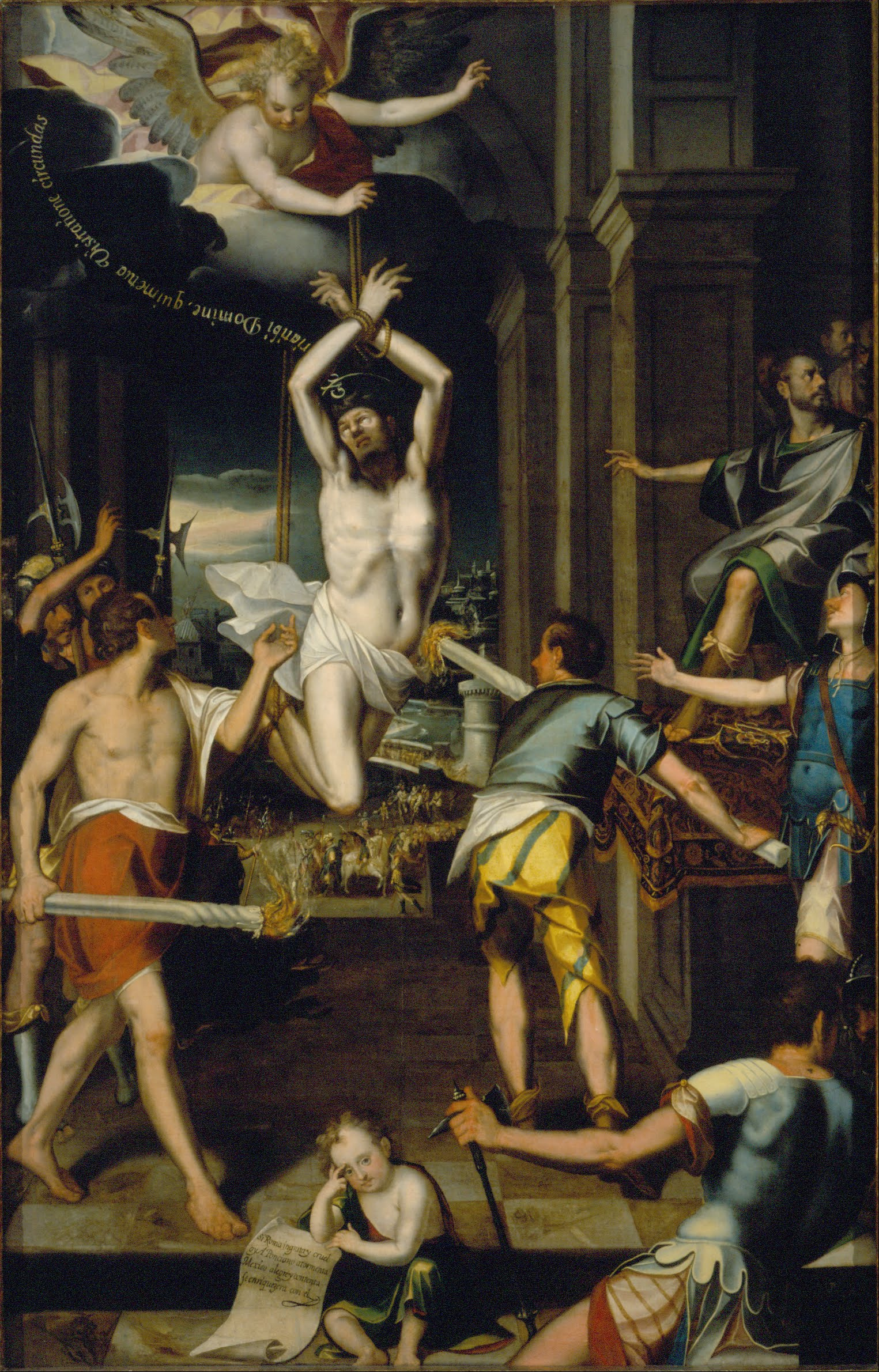
El martirio de san Ponciano
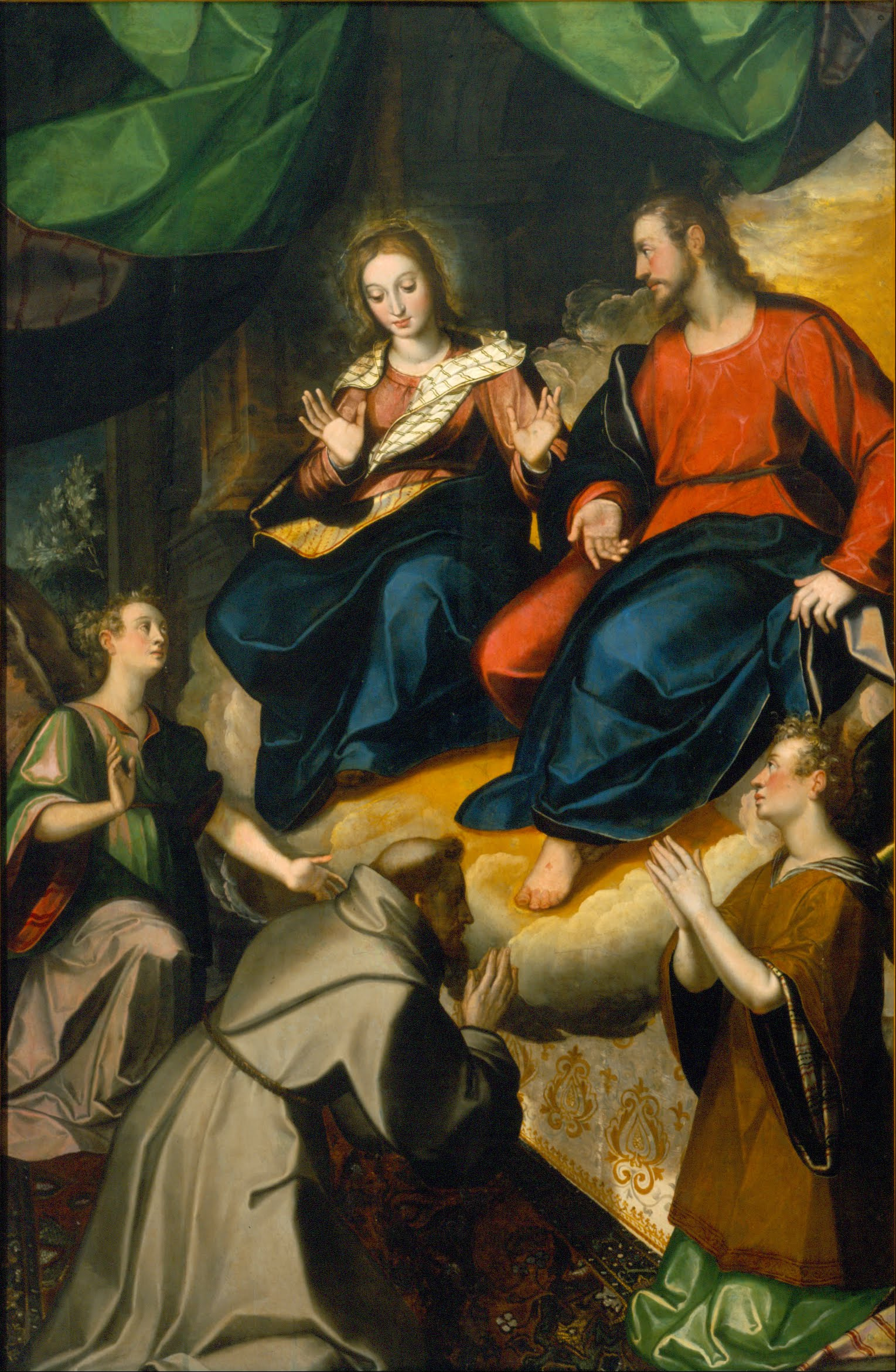
La Porciúncula
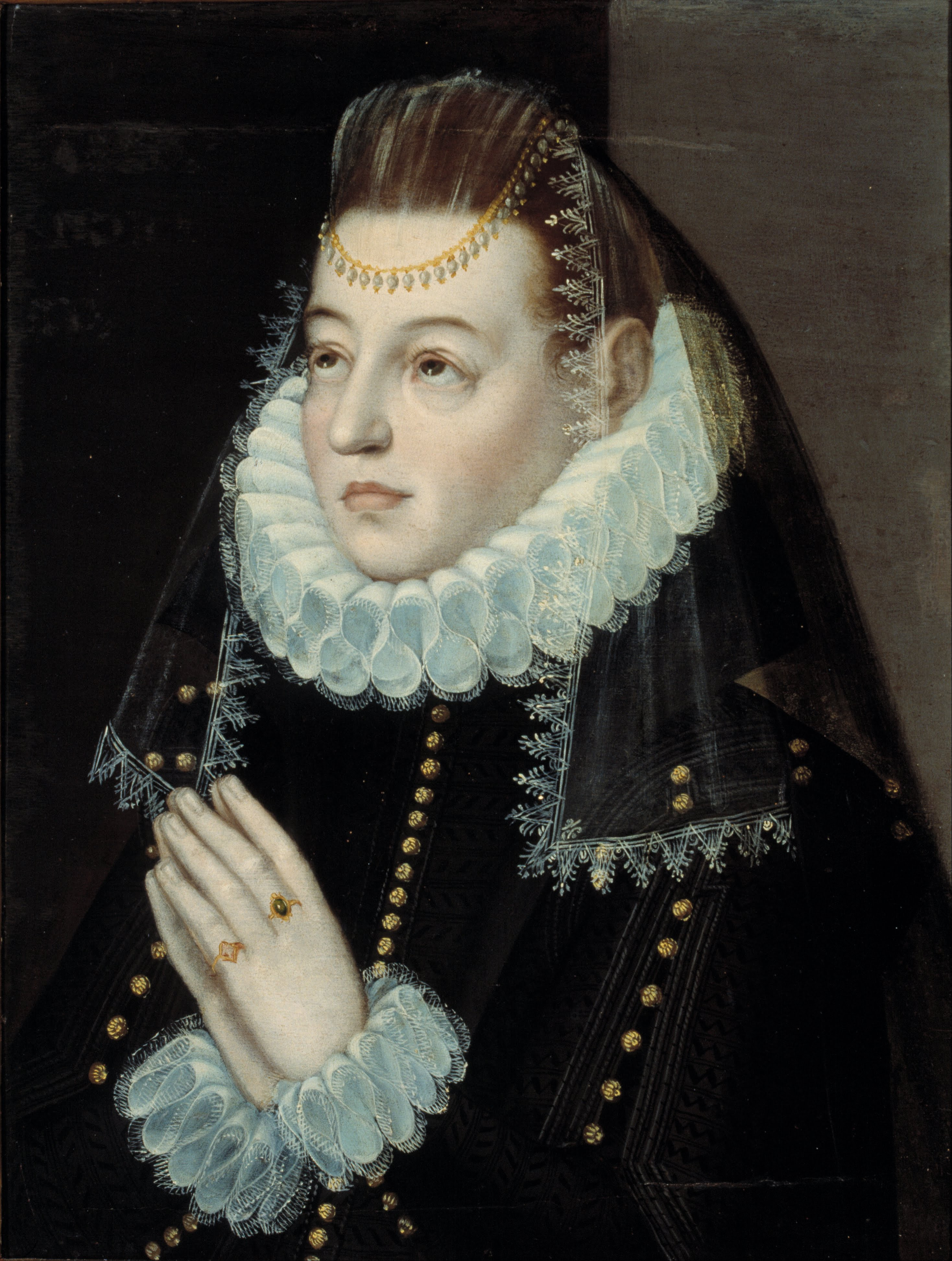
Retrato de una dama

Su hijo, Baltasar de Echave Ibía, supone una continuación, matizada con rasgos propios y personales, de su obra. Baltasar de Echave Ibía nace en México a finales del siglo XVI y muere a mediados de la centuria siguiente. La formación artística inicial la realizó en el taller paterno. Se trata, pues, no de un artista español que emigra a México, sino de un pintor nacido en Nueva España. Por ello no extrañan algunos rasgos que hacen de su pintura, al margen de su relación con las tendencias españolas, algo específicamente mexicano (Concepción del Museo de Bellas Artes de México, ejecutada en 1622). Su estilo, sin embargo, sigue siendo una prolongación arcaizante del manierismo. Otro aspecto lleno de interés de la obra de Baltasar de Echave Ibía es su labor de paisajista, en la que se ha resaltado como rasgo personal su extraordinaria predilección y su sensibilidad en el empleo de los azules. Estos paisajes, realizados en cobre, como ha señalado Angulo, se deberán a la moda flamenca impuesta por este tipo de obras y a la gran aceptación que tuvieron en España.

Baltasar de Echave Ibía
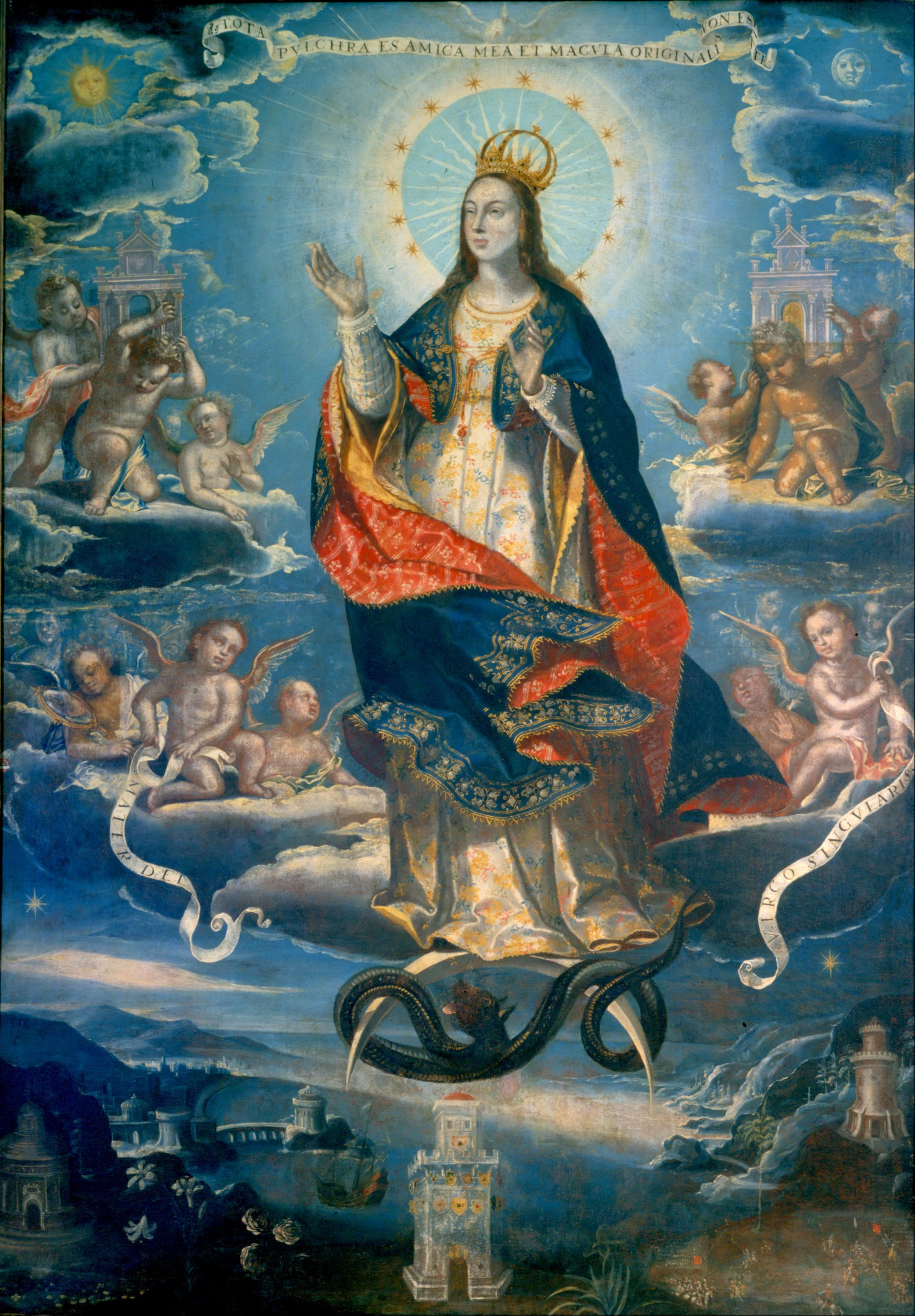
Inmaculada Concepción
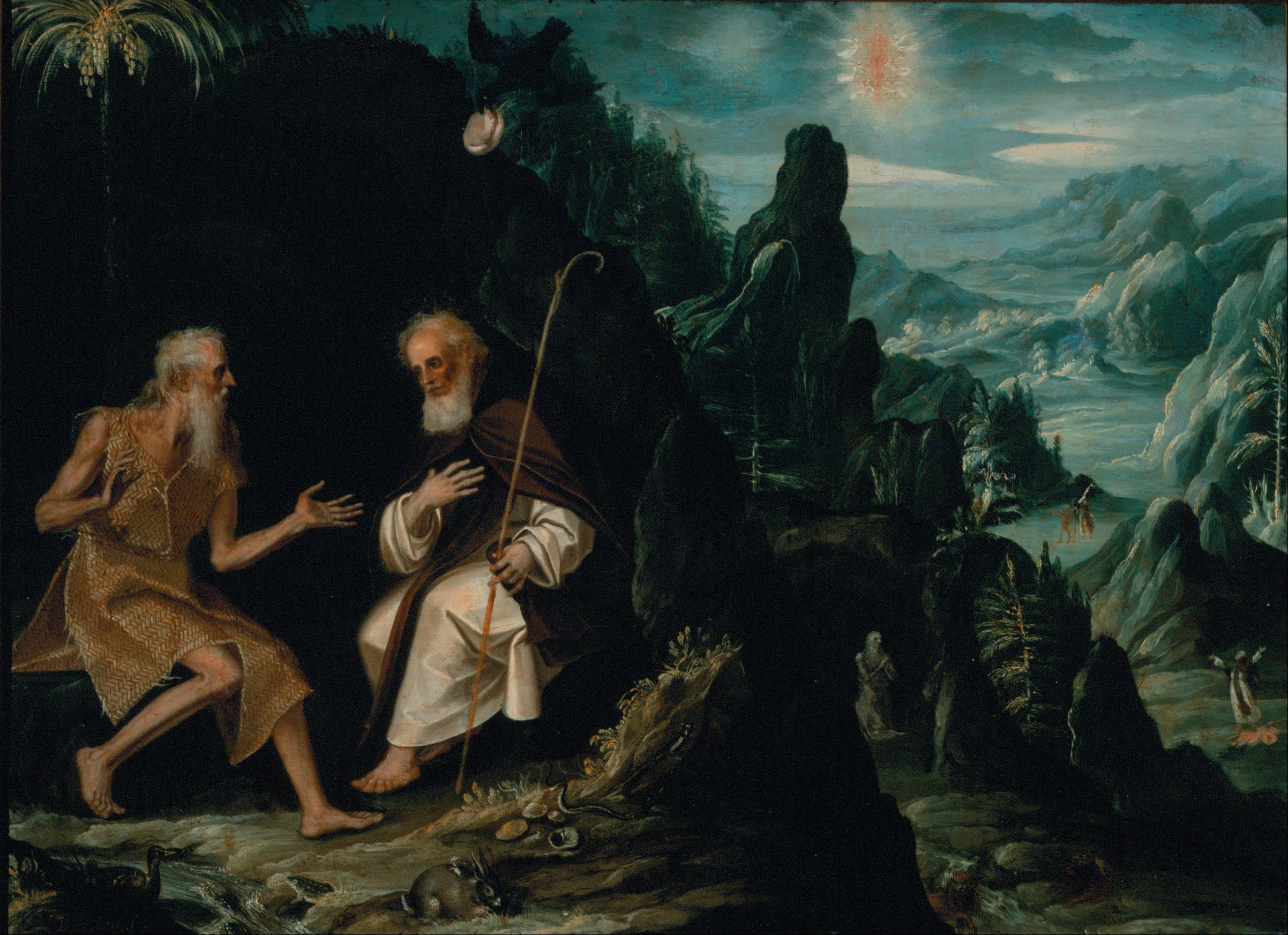
San Pablo y san Antonio ermitaños
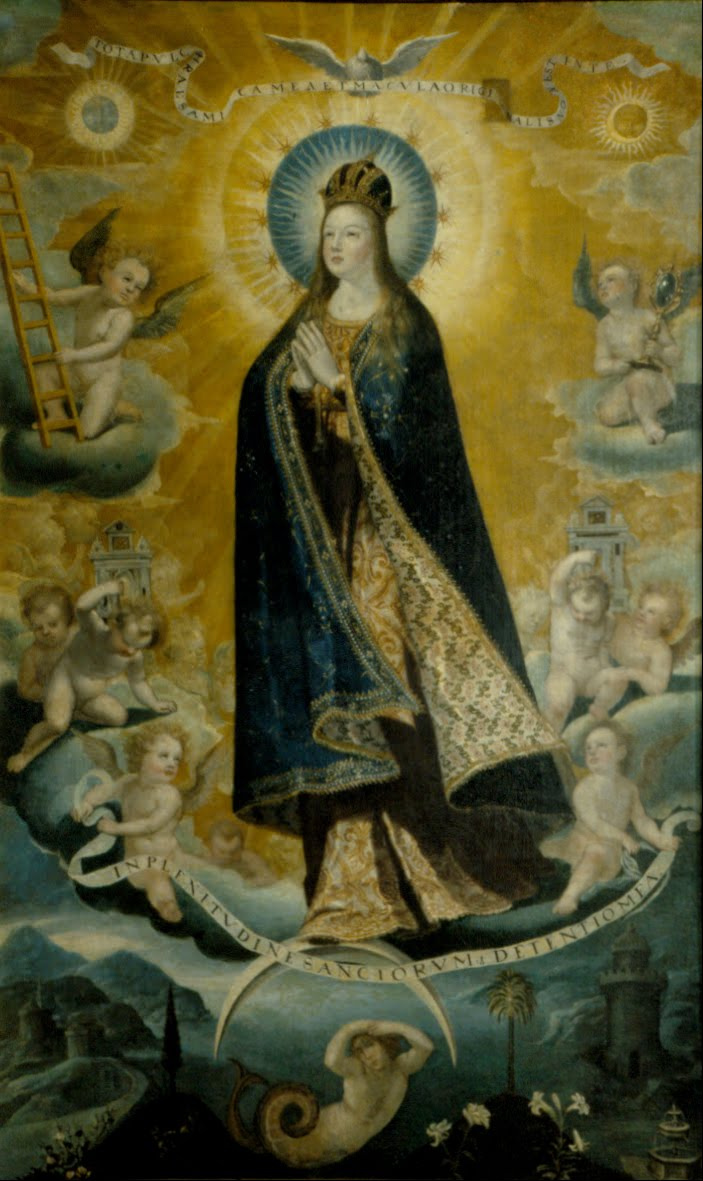
Tota pulchra [La Inmaculada]
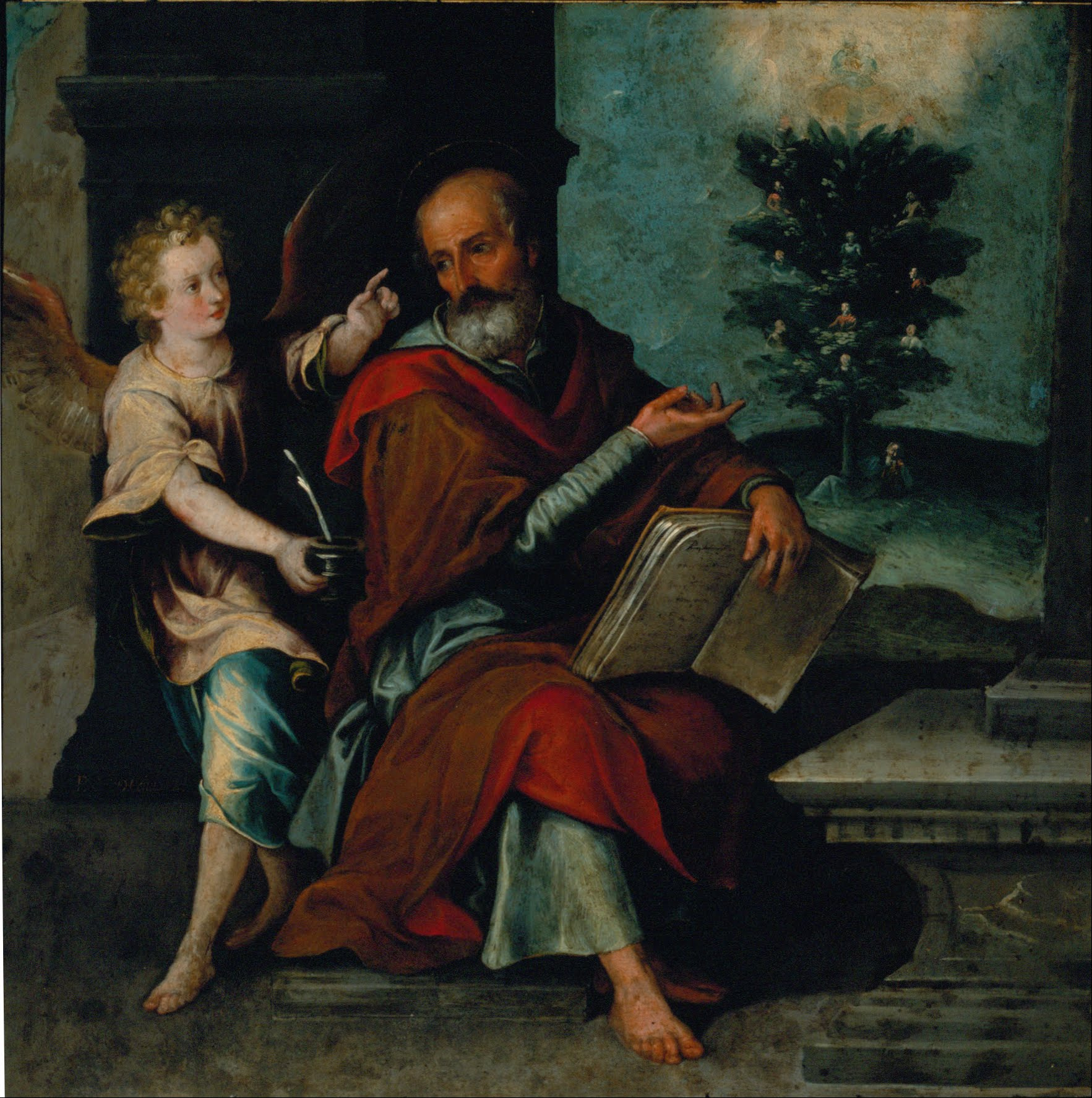
San Mateo

Sin la personalidad de Echave Ibía, su hermano, Manuel, fue también pintor de interés en el que a las influencias manieristas se superponen otras, más modernas, tenebristas.
Los anteriores miembros de la familia Echave se movieron todos ellos en una órbita de compromiso entre la tradición manierista y la nueva estética barroca. Baltasar de Echave Rioja (1632 - 1682), hijo de Echave Ibía, supone un paso adelante en la incorporación de la pintura mexicana a las fórmulas del pleno barroquismo. En su obra se destaca una presencia de elementos tenebristas, procedentes de la influencia general que marcó la pintura de Zurbarán en los mexicanos, junto con una libertad y ligereza en la factura, un movimiento en las composiciones y un énfasis que conducen a la última etapa de la pintura barroca sexcentista. A diferencia de lo que hemos visto en los miembros de la familia arriba citados, en los que la formación se realizaba en el taller familiar, incluido Echave Orio que la realiza en el de su suegro, Echave Rioja se formó en el estilo de José Juárez, otro de los más destacados pintores mexicanos de la época. La personalidad artística de Echave Rioja se define por su desenfado, por la fuerza con que acomete la ejecución de sus obras, por la soltura y disolución de la pasta que existe en sus cuadros y que le convierten en el pintor de la familia más integrado en la estética pictórica del barroco. En algunas composiciones como La Adoración de los Reyes (1659) nuestro pintor no es insensible a la influencia de los modelos de Rubens, pintor que expresa plenamente esta tendencia. En otra obras, como el Entierro de Cristo, del Museo de Bellas Artes de México (1665), nuestro pintor, junto a las características personales aludidas se muestra aún tenebrista. Es por lo que Echave Rioja juega un papel decisivo en la pintura mexicana como transición del tenebrismo al barroquismo que desarrollará Cristóbal de Villalpando. Tal vez, de haberse formado con su padre, en lugar de con Juárez, Echave Rioja no habría supuesto esta posición de tránsito y habría permanecido como un artista de rasgos mucho más arcaizantes.

Baltasar de Echave y Rioja
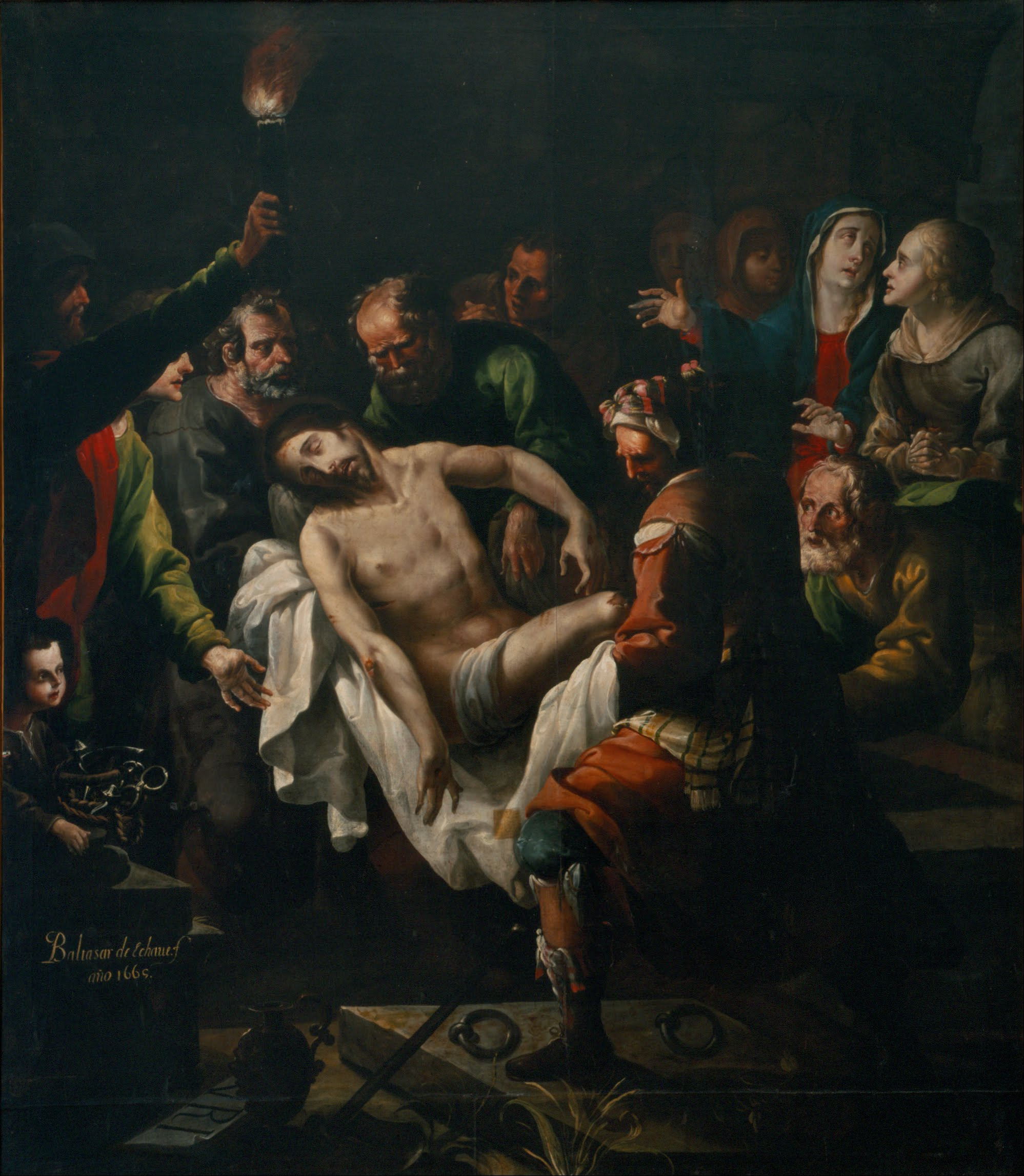
El entierro de Cristo
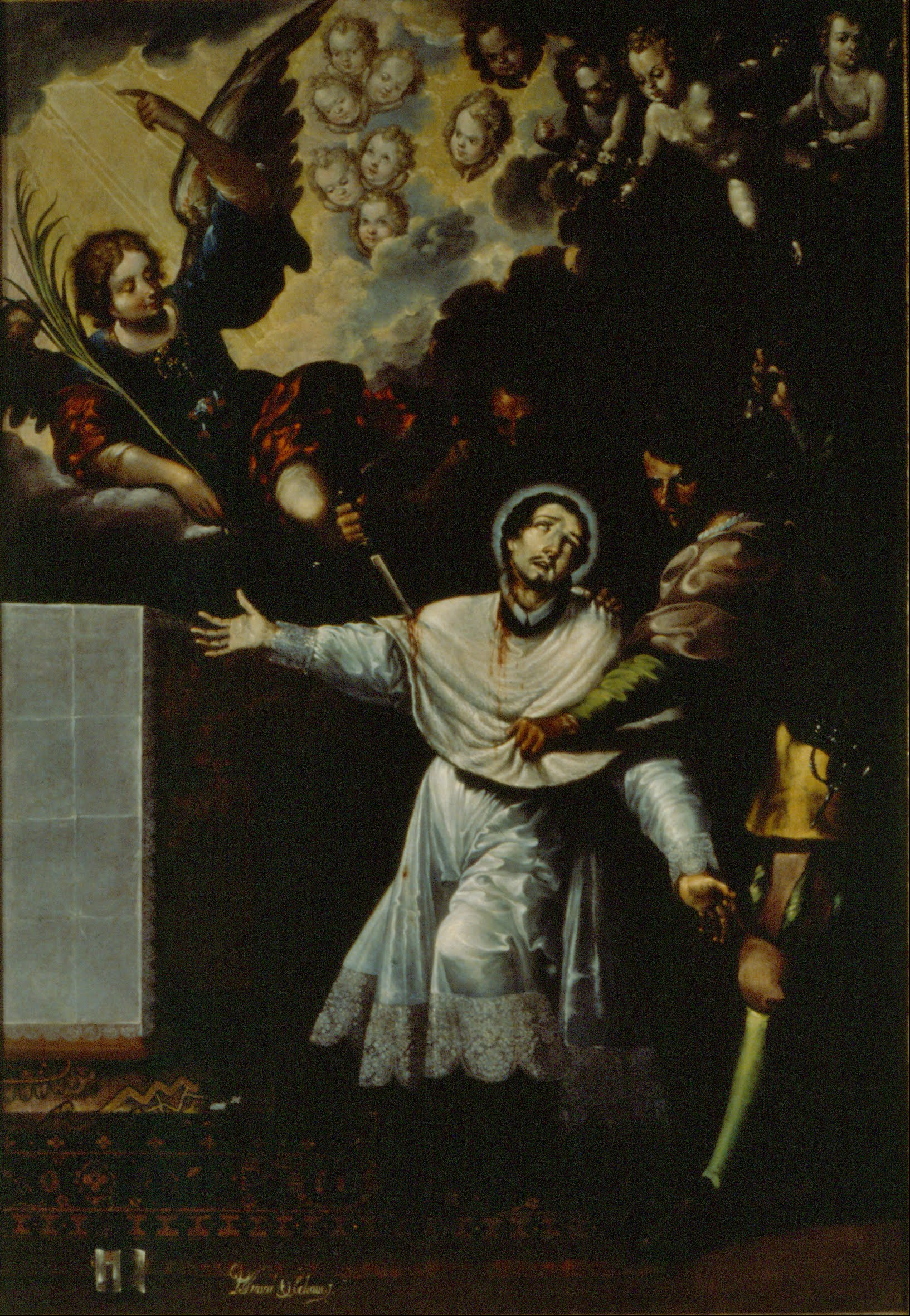
El martirio de san Pedro Arbués

La actividad de la familia Echave tiene también una prolongación en la obra de Hipólito Rioja al que pertenece la Santa Catalina salvada del martirio (Academia de Bellas Artes de México). Con las tres generaciones de pintores de la familia Echave, la evolución experimentada por la pintura mexicana desde finales del siglo XVI hasta el último tercio del siglo XVII queda perfectamente trazada, con independencia de los otros pintores, no menos importantes, que trabajaron por esos años en México.

Hipólito Rioja
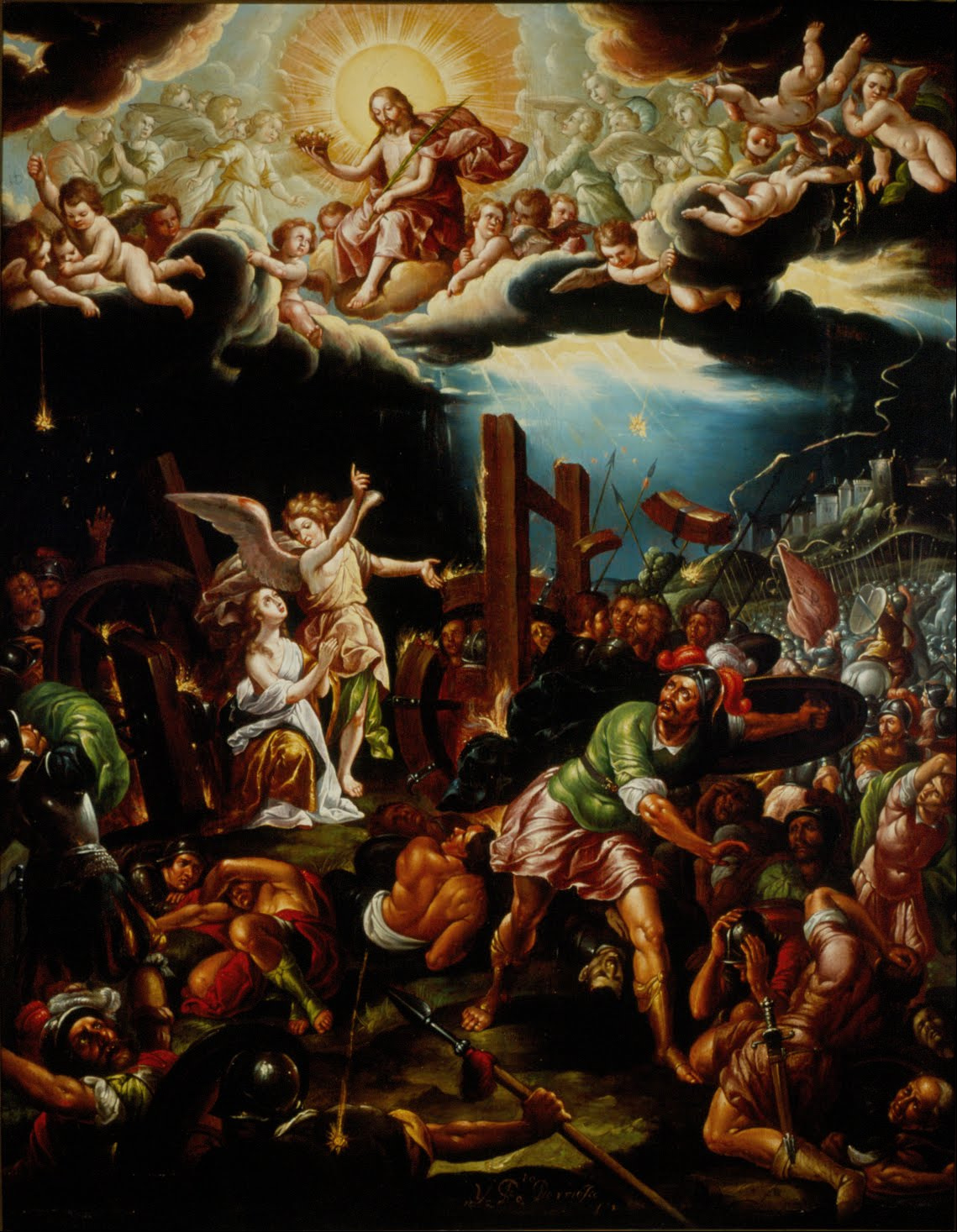
El martirio de santa Catalina de Alejandría
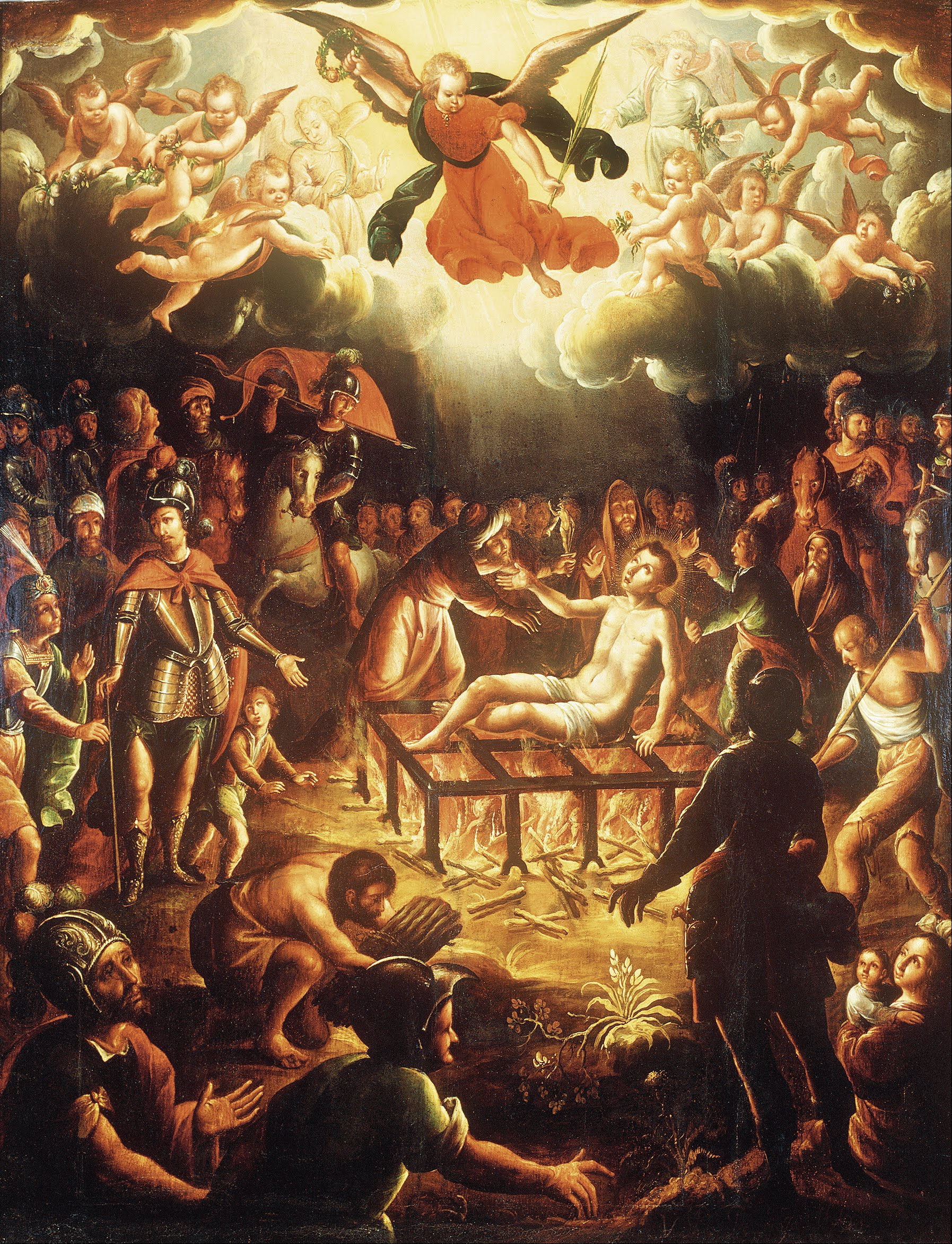
El martirio de san Lorenzo